# Elachyophtalma flava
Elachyophtalma flava är en fjärilsart som beskrevs av Van Eecke 1924. Elachyophtalma flava ingår i släktet Elachyophtalma och familjen silkesspinnare. Inga underarter finns listade i Catalogue of Life.